# قسط أمازوني
قسط أمازوني (الاسم العلمي:Costus amazonicus) هو نوع من النباتات يتبع جنس القسط من الفصيلة القسطية.